# Edward Roszyk
Edward Roszyk (ur. 28 września 1977 w Jarocinie) – polski inżynier, naukowiec, nauczyciel akademicki, dr hab. nauk leśnych w dyscyplinie drzewnictwo, profesor Uniwersytetu Przyrodniczego w Poznaniu, prodziekan ds. studiów Wydziału Leśnego i Technologii Drewna Uniwersytetu Przyrodniczego w Poznaniu w kadencji 2020-2024, kierownik Katedry Nauki o Drewnie i Techniki Cieplnej Uniwersytetu Przyrodniczego w Poznaniu.

## Życiorys
W 2002 ukończył jednolite studia magisterskie na kierunku technologia drewna (specjalność mechaniczna technologia drewna) na Wydziale Technologii Drewna Akademii Rolniczej im. Augusta Cieszkowskiego w Poznaniu, 20 października 2006 obronił pracę doktorską Pełzanie drewna zginanego w warunkach cyklicznych niesymetrycznych zmian jego wilgotności, 16 grudnia 2016 habilitował się na podstawie pracy zatytułowanej Wilgotnościowe i ultrastrukturalne uwarunkowania parametrów mechanicznych drewna sosny (Pinus sylvestris L.) rozciąganego wzdłuż włókien. Od 2006 zatrudniony na Wydziale Technologii Drewna Uniwersytetu Przyrodniczego w Poznaniu, początkowo na etacie asystenta, od 2007 na etacie adiunkta, a od 2019 profesora uczelni. Od 2016 prodziekan ds. studiów Wydziału Technologii Drewna Uniwersytetu Przyrodniczego w Poznaniu, przekształconego od 1 września 2020 w Wydział Leśny i Technologii Drewna. Od 2017 kierownik Katedry Nauki o Drewnie Uniwersytetu Przyrodniczego w Poznaniu, przekształconej od 1 lutego 2020 w Katedrę Nauki o Drewnie i Techniki Cieplnej Uniwersytetu Przyrodniczego w Poznaniu. Autor książki i innych publikacji naukowych nt. właściwości drewna.